# RJ-113

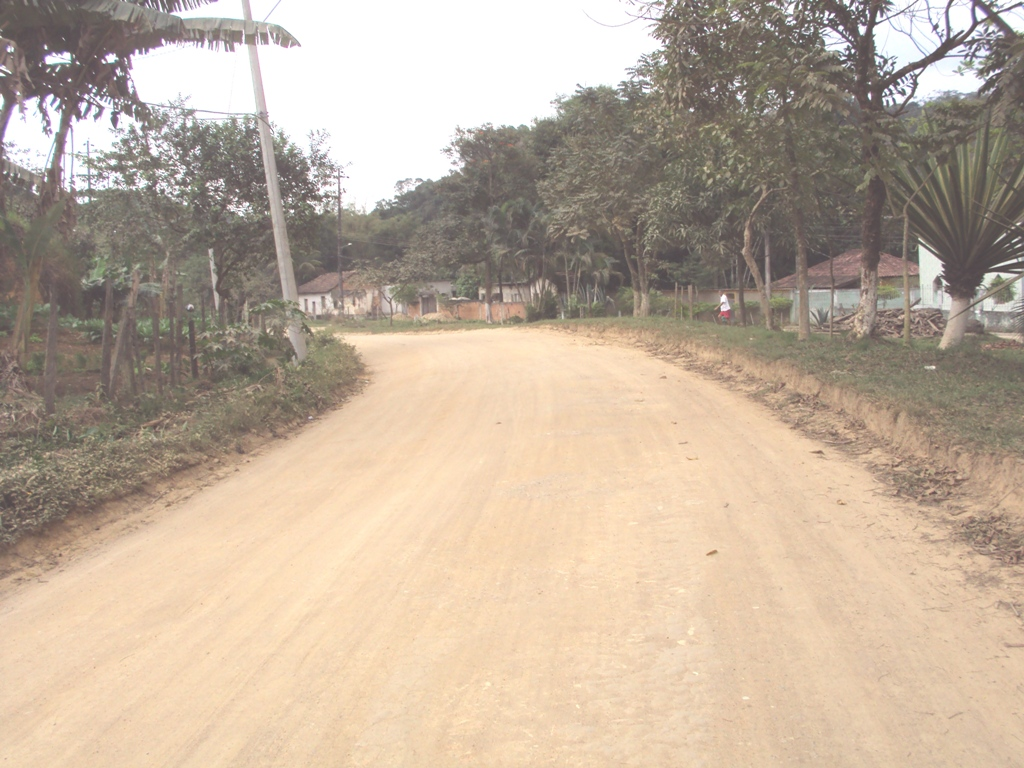
Trecho da RJ-113, em Adrianópolis.

A RJ-113 é uma rodovia do estado do Rio de Janeiro.
Com 24 quilômetros de extensão, liga Vila de Cava ao bairro de Jaceruba, ambos no município de Nova Iguaçu.
Partindo de Vila de Cava, onde encontra a RJ-111, passa pelos bairros Nova Brasília, Jardim Cachoeira, Adrianópolis, Rio d´Ouro, Santo Antônio, entre outros até chegar a Jaceruba. A maior parte da estrada não é pavimentada. Em tempos de chuva, é praticamente impossível transitar. O fim da estrada, em Jaceruba, fica no entorno da Reserva Biológica do Tinguá.
No passado, a RJ-113 era o antigo leito ferroviário do chamado Ramal de Jaceruba, pertencente a antiga Estrada de Ferro Rio d'Ouro e que foi desativado e extinto em 1970, convertendo-se em uma rodovia vicinal em sua grande parte.

## Marcos Rodoviários
- km 0 - Início no entroncamento com a Estrada Federal de Tinguá
- km 0,5 - Vila de Cava
- km 1,0 -  Rio Paiol
- km 1,3 - Acesso a Santa Rita (Rua Santa Perciliana)
- km 2,2 - Nova Brasília (Fim do pavimento e da Rua Muniz Barreto; início do trecho em leito natural e da Avenida Olinda)
- km 4,0 - Jardim Cachoeira. Cruzamento: Acesso a Nova Iguaçu (8 km, pavimentados), para a esquerda e à Associação dos Taifeiros da Armada (ATA) (4 km, não pavimentados) para à direita. Início do Pavimento.
- km 6,5 - Adrianópolis (Fim do pavimento e da Avenida Olinda; início do trecho em leito natural e da Estrada de Adrianópolis)
- km 12,0 - Rio D'Ouro. Acesso a Queimados pela Estrada Rio d'Ouro; fim da Estrada de Adrianópolis e início da Estrada de Jaceruba
- km 12,3 -  Rio d'Ouro
- km 14,1 -  Rio Santo Antônio
- km 14,3 - Santo Antônio. Acesso a Queimados pela Estrada Queimados-Jaceruba
- km 14,5 - Cruzamento com o oleoduto da Petrobras
- km 17,6 - Saudade. Acesso a Engenheiro Pedreira pela Estrada Teófilo Cunha
- km 18,6 - Acesso a Engenheiro Pedreira pela Estrada da Polícia
- km 20,7 -  Rio Saudade
- km 22,0 - Jaceruba. Acesso a Queimados pela RJ-119
- km 22,5 -  Rio São Pedro
- km 22,9 - Ponta dos Trilhos
- km 23,7 - Reserva Biológica do Tinguá. Fim da RJ-113